# 440 Теодора
440 Теодора (440 Theodora) — астероїд головного поясу, відкритий 13 жовтня 1898 року Едвіном Фостером Коддінґтоном у Обсерваторії Ліка.